# Phyllonorycter nipigon
Phyllonorycter nipigon är en fjärilsart som först beskrevs av Freeman 1970.  Phyllonorycter nipigon ingår i släktet guldmalar, och familjen styltmalar. Inga underarter finns listade i Catalogue of Life.